# San José, Coyuca de Catalán
San José är en ort i Mexiko.   Den ligger i kommunen Coyuca de Catalán och delstaten Guerrero, i den södra delen av landet, 220 km sydväst om huvudstaden Mexico City. San José ligger 302 meter över havet och antalet invånare är 202.
Terrängen runt San José är varierad. Runt San José är det ganska glesbefolkat, med 21 invånare per kvadratkilometer. Närmaste större samhälle är Ciudad Altamirano, 15,5 km norr om San José. I omgivningarna runt San José växer huvudsakligen savannskog.